# 秦雅尚
秦雅尚（1886年3月5日—1947年2月16日），為第十任台灣軍參謀長，是臺灣軍事之中重要的一職，於台灣日治時期替台灣軍協助軍事發展，專責管理台灣軍。他的任期為1937年3月—1938年2月。
| 前任： 荻洲立兵 | 台灣軍參謀長 1937年3月—1938年2月 | 繼任： 田中久一 |